# Campeonato Soviético de Xadrez de 1927
O Campeonato Soviético de Xadrez de 1927 foi a 5ª edição do Campeonato de Xadrez da União Soviética, realizado em Moscou, entre 26 de setembro e  25 de outubro de 1927. O título da competição foi dividido entre Fiódor Bogatyrchuk e Peter Romanovsky, que empataram na primeira posição com 14½ pontos. Um match-desempate não pode ser agendando, uma vez que Fedir Bohatyrchuk, médico em Leningrado, podia dedicar pouco tempo às competições de xadrez. Essa edição marcou a estreia do futuro campeão mundial Mikhail Botvinnik, então com 16 anos de idade, nos campeonatos soviéticos.

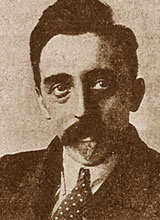
Fiódor Bogatyrchuk

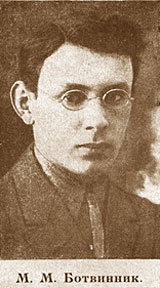
Botvinnik aos 16 anos em 1927

## Classificação final e resultados
| N° | Jogador                  | 1 | 2 | 3 | 4 | 5 | 6 | 7 | 8 | 9 | 10 | 11 | 12 | 13 | 14 | 15 | 16 | 17 | 18 | 19 | 20 | 21 | Total |
| -- | ------------------------ | - | - | - | - | - | - | - | - | - | -- | -- | -- | -- | -- | -- | -- | -- | -- | -- | -- | -- | ----- |
| 1  | Fiódor Bogatyrchuk       | - | 0 | 1 | 1 | 1 | 1 | 1 | ½ | ½ | ½  | ½  | 1  | ½  | 1  | 1  | ½  | 1  | ½  | ½  | ½  | 1  | 14½   |
| 2  | Peter Romanovsky         | 1 | - | 0 | ½ | ½ | ½ | 1 | 0 | 1 | 0  | 1  | ½  | 1  | 1  | 1  | 1  | 1  | ½  | 1  | 1  | 1  | 14½   |
| 3  | Fiódor Duz-Khotimirsky   | 0 | 1 | - | 1 | 0 | ½ | 1 | ½ | 0 | ½  | 1  | 0  | ½  | 1  | 1  | ½  | 1  | 1  | ½  | 1  | 1  | 13    |
| 4  | Abram Model              | 0 | ½ | 0 | - | 0 | 1 | 0 | 1 | ½ | 1  | 1  | 1  | 1  | 1  | 1  | 1  | 1  | 1  | 1  | 0  | 0  | 13    |
| 5  | Vladimir Makogonov       | 0 | ½ | 1 | 1 | - | 0 | ½ | 1 | 1 | ½  | 0  | ½  | ½  | 0  | ½  | ½  | 1  | 1  | 1  | 1  | 1  | 12½   |
| 6  | Mikhail Botvinnik        | 0 | ½ | ½ | 0 | 1 | - | ½ | 1 | 1 | 1  | 0  | 1  | 1  | ½  | ½  | 1  | 0  | 1  | ½  | ½  | 1  | 12½   |
| 7  | Vladimir Nenarokov       | 0 | 0 | 0 | 1 | ½ | ½ | - | 1 | 1 | ½  | ½  | ½  | 1  | 1  | 0  | 1  | 0  | ½  | ½  | ½  | 1  | 11    |
| 8  | Nikolai Grigoriev        | ½ | 1 | ½ | 0 | 0 | 0 | 0 | - | ½ | ½  | 0  | ½  | 1  | 1  | 1  | ½  | 1  | 1  | ½  | 0  | 1  | 10½   |
| 9  | Alexander Ilyin-Genevsky | ½ | 0 | 1 | ½ | 0 | 0 | 0 | ½ | - | ½  | 1  | ½  | 1  | 1  | 0  | 1  | 0  | ½  | 0  | 1  | 1  | 10    |
| 10 | Ilya Rabinovich          | ½ | 1 | ½ | 0 | ½ | 0 | ½ | ½ | ½ | -  | 1  | ½  | ½  | 0  | 1  | ½  | 0  | 0  | 1  | ½  | ½  | 9½    |
| 11 | Sergey von Freymann      | ½ | 0 | 0 | 0 | 1 | 1 | ½ | 1 | 0 | 0  | -  | 0  | 1  | 1  | 0  | 0  | 1  | 0  | 1  | 1  | ½  | 9½    |
| 12 | Nikolay Pavlov-Pianov    | 0 | ½ | 1 | 0 | ½ | 0 | ½ | ½ | ½ | ½  | 1  | -  | 0  | 0  | 1  | 1  | 1  | 0  | ½  | ½  | ½  | 9½    |
| 13 | Aleksandr Sergeyev       | ½ | 0 | ½ | 0 | ½ | 0 | 0 | 0 | 0 | ½  | 0  | 1  | -  | 1  | ½  | 1  | ½  | 1  | 1  | ½  | ½  | 9     |
| 14 | Alexander Perfiliev      | 0 | 0 | 0 | 0 | 1 | ½ | 0 | 0 | 0 | 1  | 0  | 1  | 0  | -  | 0  | ½  | 1  | 1  | 1  | ½  | 1  | 8½    |
| 15 | Alexey Selezniev         | 0 | 0 | 0 | 0 | ½ | ½ | 1 | 0 | 1 | 0  | 1  | 0  | ½  | 1  | -  | ½  | ½  | ½  | ½  | ½  | 0  | 8     |
| 16 | Yakov Rokhlin            | ½ | 0 | ½ | 0 | ½ | 0 | 0 | ½ | 0 | ½  | 1  | 0  | 0  | ½  | ½  | -  | 1  | 1  | ½  | 0  | 1  | 8     |
| 17 | Yakov Vilner             | 0 | 0 | 0 | 0 | 0 | 1 | 1 | 0 | 1 | 1  | 0  | 0  | ½  | 0  | ½  | 0  | -  | 1  | 0  | 1  | 1  | 8     |
| 18 | Vsevolod Rauzer          | ½ | ½ | 0 | 0 | 0 | 0 | ½ | 0 | ½ | 1  | 1  | 1  | 0  | 0  | ½  | 0  | 0  | -  | 1  | 1  | 0  | 7½    |
| 19 | Anton Kaspersky          | ½ | 0 | ½ | 0 | 0 | ½ | ½ | ½ | 1 | 0  | 0  | ½  | 0  | 0  | ½  | ½  | 1  | 0  | -  | 1  | ½  | 7½    |
| 20 | Andrey Smorodsky         | ½ | 0 | 0 | 1 | 0 | ½ | ½ | 1 | 0 | ½  | 0  | ½  | ½  | ½  | ½  | 1  | 0  | 0  | 0  | -  | 0  | 7     |
| 21 | Khrisogon Kholodkevich   | 0 | 0 | 0 | 1 | 0 | 0 | 0 | 0 | 0 | ½  | ½  | ½  | ½  | 0  | 1  | 0  | 0  | 1  | ½  | 1  | -  | 6½    |